# Skupština Srijema u Rumi
Skupština Srijema održana u Rumi 24. studenoga 1918. bio je skup sastavljen uglavnom od Srba. Na toj skupštini donesena je odluka o pripajanju Srijema Srbiji, ako ne dođe do ujedinjenja sa Srbijom.
Ovim činom su sudionici gotovo proglasili otcjepljenje od Hrvatske, izrazivši da ne žele biti u Trojednoj Kraljevini Hrvatskoj, Slavoniji i Dalmaciji ako se ova ne ujedini sa Srbijom.
Odlučili su da će se Kraljevini Srbiji prisajediniti preko Narodnog vijeća u Zagrebu, odnosno Države Slovenaca, Hrvata i Srba. Predvidili su da ako se ne ujedini Država SHS i Srbije, tada bi se Srijem izravno pripojio Kraljevini Srbiji. S obzirom na kasniji tijek događaja, "Banat, Bačka i Baranja" su se sjedili sa Srbijom 25. studenoga, a Srijem je u novu državu ušao 1. prosinca 1918. godine stvaranjem Kraljevine SHS. 
Dan nakon Srijemske skupštine, 25. studenoga održana je Velika narodna skupština Srba, Slovaka, Bunjevaca i drugih Slavena u Novom Sadu na kojoj su zastupnici Velike narodne skupštine njih ukupno 757 biranih u 211 općina, jednoglasno donijeli odluku kojom se Banat, Bačka i Baranja pripajaju Kraljevini Srbiji. Skupština je održana poslije ulaska srpske vojske u Novi Sad na kraju rata. Ova druga skupština nije bila tako demokratska jer svi sudionici nisu bili prava da odlučuju, a među sudionicima bilo je neistomišljenika, no zbog vojske i mase spremne na linč nisu se usudili prigovoriti. Mnogo povjesničari ocijenili su da je najznačajniju ulogu u donošenju i sprovođenju odluke o odvajanju Vojvodine od tadašnje Ugarske i pripajanju Srbiji imao Jaša Tomić, koji je bio na čelu Srpskog narodnog odbora formiranog u Novom Sadu na samom kraju Prvog svjetskog rata. Odlukama od 24. i 25. studenoga su zaokružene i ostvarene vjekovne težnje ogromne većine srpskog stanovništva Vojvodine.